# Tjärnan (Torsåkers socken, Gästrikland, 670797-152657)
Tjärnan är en sjö i Hofors kommun i Gästrikland och ingår i Dalälvens huvudavrinningsområde.